# 大洋 (航空機)
十九試陸上哨戒機 大洋（たいよう）は、太平洋戦争中に計画された日本海軍の対潜哨戒機・輸送機。機体番号は「Q2M」。設計は三菱重工業。輸送機としても使用できる全木製の夜間哨戒機として1945年（昭和20年）1月から開発が開始されたが、設計中に終戦となった。

## 開発
大洋の開発は、1942年（昭和17年）10月頃から三菱で検討されていた海軍の第一線機の木製化計画の一環である、一式陸上攻撃機の全木製化としてスタートした。この構想は1944年（昭和19年）中頃に新規設計の木製陸攻の開発として具体化したが、1944年終わりに、海軍は双発攻・爆撃機を陸上爆撃機「銀河」1機種に統一する方針をとったため、一旦は見送りとなった。
1945年に入ると、二式飛行艇の生産中止などを受けて一式陸攻を夜間哨戒機として使用することになり、その延長線上の計画として全木製の夜間哨戒機を開発することとなった。当初、十九試陸上攻撃機「東山」と呼称されていたこの機体に関する、海軍からの要求事項は以下のようなものだった。
- 対潜哨戒のほかに輸送機としても用いることが可能であること。
- 夜間の離着操作や海上飛行、安定性や整備・生産などの取扱いが容易であること。
- エンジンは三菱「火星二五型」双発。
- 巡航速度は高度2,000 mで170ノット（314.8 km/h）航続距離は2,000海里以上、離陸距離は600 m以内。
- 武装は13mm機銃2挺、20mm機関砲1挺、250kg爆弾3発以上、電磁波兵器および電波探信儀450 kg。
- 一式陸攻の装備を踏襲すること。
- 量産開始は1945年後半を予定。

試作発注は1945年1月に行われ、以前の計画から引き続いて本庄季郎技師指導、疋田徹郎技師を主務者として開発に着手した三菱は、1月16日から2月21日にかけて5回の研究会を行った。その際に「火星」の出力では要求性能を満たせないという判断がなされ、これを受けてより大出力で排気タービンを有する三菱「MK9A」エンジンを搭載する案が「火星」案とともに海軍に提出されたが、却下されている。
1945年6月には、木製陸上攻撃機「東山」の名は十九試陸上哨戒機「大洋」に変更された。1945年8月12日に開始された3回目の木型審査の際に終戦を迎え、計画は中止された。この時点で設計はほぼ完了しており、主要部構造と艤装に関する計画が進捗していた。

## 設計
機体は低翼双発の洗練された全木製機で、重心位置を後方に移すために大面積の水平尾翼と長いモーメントアームを採用した。木製機ゆえの重量増加には各部の簡素化で対応した。機内には武装のほかに、三式空六号四型電波探信儀や三式一号磁気探知機、試製二式空七号無線電信機二型（逆探）などの各種電子機器を搭載している。

## スペック
- 全長：18.75 m
- 全幅：25.00 m
- 全高：4.75 m
- 主翼面積：62.50 m2
- 自重：8,850 kg
- 全備重量：13,600 kg
- 発動機：三菱 火星二五型乙 空冷複列星型14気筒（離昇1,840 hp） × 2
- 最高速度：491 km/h
- 巡航速度：315 km/h
- 航続距離：3,700 km
- 武装：
  - 二式十三粍旋回機銃 × 3
  - 爆弾1,000kg
250kg爆弾 × 4または60kg爆弾 × 12
- 乗員：6名

（性能データは推定値）